# 食道発声
食道発声（しょくどうはっせい、英: Esophageal speech）は、喉頭の摘出手術で声帯による発声が不可能となった者（以下、喉摘者と略）にとっての発声方法の一つ。
原理としては、空気を一旦食道に飲み込み、腹の圧力で押し出し、食道の粘膜を振動させることによって声を出す。げっぷが出るときにも音が鳴るが、食道発声はいわば本来無意識な現象であるげっぷを人為的に出し、この音を声とするものである。
喉摘者の発声方法としては食道発声のほかに、人工的に作られた電気式人工咽頭、手術で食道と気管を繋ぐことで声を出すシャント（気管食道瘻）発声などがあるが、喉摘者に発声を指導する日本の公益法人・銀鈴会では、特殊な手術や器具が不要なことや、余計な費用がかからないなどの点において、食道発声はほかの発声方法よりも多くの面で優れているとしている。熟練者は歌もうたえる。
一方、声を出すまでの練習が必要なため、練習途中でこの方法を諦める喉摘者も多く、ある程度の体力を要することから、摘出手術後の経過具合や老齢などの理由で体力の劣る喉摘者には不向きである。
発声が可能となった後でも、大声や長時間の発声が困難といった短所の指摘もある。
食道発声をしている著名人としては、がんにより声帯を摘出したコロムビア・ライトやつんく♂などがいる。